# Maestro dell'Altare di Graudenz
Il Maestro dell'Altare di Graudenz (fl. XIV-XV secolo) è stato un pittore anonimo ceco attivo in Boemia tra la fine del XIV secolo e l'inizio del XV secolo.

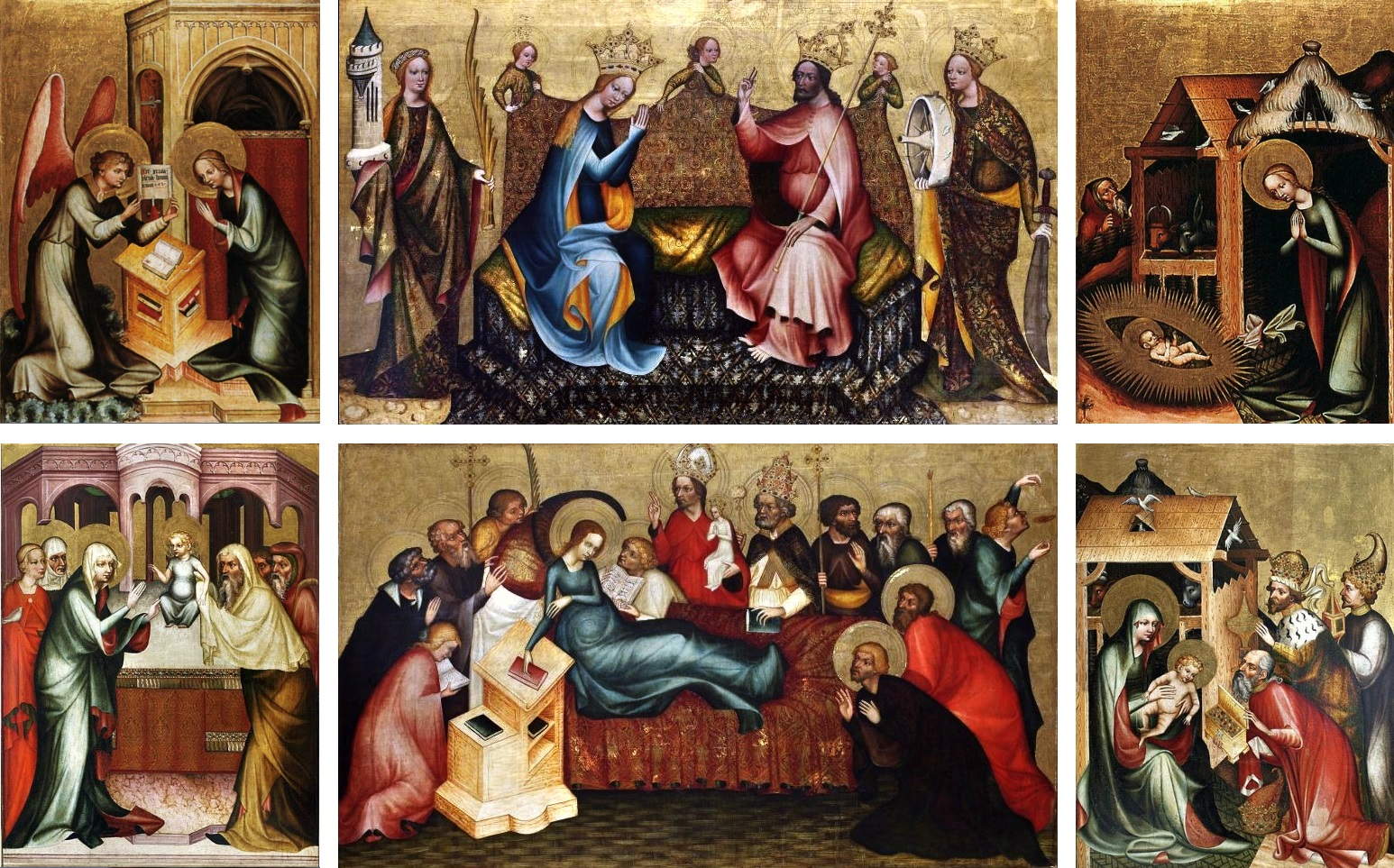
L'altare di Grudziądz

L'anonimo artista boemo deve il suo nome all'Altare a battenti, proveniente dalla cappella del castello dei cavalieri Teutonici di Graudenz, oggi Grudziądz, e ora conservato nel Museo Nazionale di Varsavia. 
L'altare chiuso presenta a sinistra, su due registri, il Cristo morto e la Resurrezione dei morti; a destra, il Cristo giudice e sotto, la Vergine e san Giovanni intercedente.
I battenti aperti presentano otto Scene della Passione; mentre tutto
aperto, l'altare mostra sei scene della Vita della Vergine, con al centro la Morte della Vergine e l'Incoronazione.
Probabilmente a questo altare lavorarono due maestri, il Maestro dell'Altare di Graudenz, fu responsabile del complesso e della serie dedicata alla Vergine, tranne l'Incoronazione, avvicinandosi nei modi al Maestro dell'Altare di Třeboň; mentre il ciclo della Passione sarebbe dovuto ad un artista della Bassa Sassonia, vicino nei modi a Maestro Bertram.
| Controllo di autorità | Europeana agent/base/21463 |